# Илмера
Илмера — согласно русской книжной легенде, сестра князя Словена, сына Скифа, правнука Иафетова.
По её имени, по преданию, названо озеро Ильмень.
Образ Ильмены-Илмеры обильно обыгрывался в русской литературе XVIII—XIX веков. Например, в пьесе А. П. Сумарокова «Синав и Трувор» Ильмена показана как дочь Гостомысла).
В честь её назывались русские корабли. В частности, бриг «Ильмена» в начале XIX века участвовал в освоении Калифорнии, доставлял припасы в селение Росс. Русские называли «Ильменой» островок Сан-Николас.